# Эльяшевич, Елена Георгиевна
Еле́на Гео́ргиевна Эльяше́вич (род. 23 сентября 1937, Пинск, Полесское воеводство — 23 июля 2019, Минск, Республика Беларусь) — советский, белорусский фармацевт; доктор фармацевтических наук, профессор; Заслуженный работник здравоохранения Республики Беларусь.

## Биография
В 1954 году окончила Пинскую среднюю школу № 4, в 1959 — фармацевтический факультет Днепропетровского медицинского института.
В 1960—1977 годы работала в Червонограде: заведующая больничной аптекой медикосанитарной части, с 1970 — управляющая межбольничной аптекой № 245.
В 1977—1987 годы — старший преподаватель кафедры организации и экономики фармации Белорусского института усовершенствования врачей; участвовала в организации системы переподготовки и усовершенствования фармацевтических кадров. В 1987—1996 годы заведовала кафедрой организации и экономики фармации Витебского медицинского института.
В 1997—2014 годы — профессор кафедр организации фармации, общественного здоровья и здравоохранения Белорусского государственного медицинского университета. Читала курс истории медицины.

### Семья
Отец — Георгий Владимирович Эльяшевич, выпускник Варшавской консерватории, санитар во время войны.
Мать — Софья Ивановна Эльяшевич, акушер-гинеколог.
Муж — Леонтий, выпускник Днепропетровского горного института.
Дети:
- Алла, врач-кардиолог; замужем за А. П. Василевичем, хирургом, лауреатом Государственной премии Республики Беларусь. Их сын — Дмитрий, рентгенолог[3][6].
- Людмила, хирург-офтальмолог; замужем за Д. И. Капличем, анестезиологом-реаниматологом[3][6].

## Научная деятельность
В 1975 году защитила кандидатскую («Ресурсы дикорастущих лекарственных растений Львовской области»), в 1989 — докторскую («Основы фармацевтической этики и деонтологии») диссертацию. Доцент (1989), профессор (1990).
Являлась членом экспертного совета № 25 ВАК Беларуси (2001—2002), членом специализированного Совета по защите докторских и кандидатских диссертаций ВГМУ, редакционной коллегии журнала «Вестник фармации».
Автор около 300 научных работ, в том числе 8 монографий, 25 учебно-методических разработок и научно-методических пособий по вопросам организации и истории фармации, 20 рационализаторских предложений.

### Избранные труды
- Методические рекомендации по улучшению культуры и качества лекарственного обеспечения населения РСФСР / М-во здравоохранения РСФСР. Гл. аптеч. упр.; [Подгот. Эльяшевич Е. Г.]. — Калинин : Б. и., 1986. — 31+1 с. — 20 000 экз.
- Наставничество в аптечных учреждениях и его деонтологический аспект : (Рекомендации) / М-во здравоохранения БССР. Гл. аптеч. упр. Белорус. гос. ин-т усоверш. врачей; [Подгот. Эльяшевич Е. Г.]. — Минск : Б. и., 1985. — 1+13 с. — 100 экз.
- Эльяшевич Е. Г. Деонтология в работе провизора-инспектора. — Минск : Вышэйш. школа, 1986. — 75+2 с. — 2000 экз.
- Эльяшевич Е. Г. Наставничество в аптечных учреждениях. — Минск : Вышэйшая школа, 1985. — 64 с. — 5000 экз.
- Эльяшевич Е. Г. Основы фармацевтической этики и деонтологии : Автореф. дис. … д-ра фармац. наук : (15.00.01) / Харьк. фармац. ин-т. — Харьков, 1989. — 40 с.
- Эльяшевич Е. Г. Ресурсы дикорастущих лекарственных растений Львовской области : Автореф. дис. … канд. фармац. наук : (15.00.02) / Львов. гос. мед. ин-т. — Львов, 1975. — 21 с.
- Эльяшевич Е. Г. Святитель Лука Войно-Ясенецкий: врач, учёный, пастырь. — Изд-во Белорусского Экзархата.[5]
- Эльяшевич Е. Г. Фармацевту о деонтологии. — Минск : Вышэйшая школа, 1982. — 88 с. — 25 000 экз.
  - Эчзачыjа деонтологиjа hаггында. — Бакы : Азэрнэшр, 1985. — 99 с. (азерб.)

## Награды
- Медаль «За доблестный труд» (1970)[2]
- Значок «Отличнику здравоохранения» (1990)[2][4]
- Звание «Заслуженный работник здравоохранения Республики Беларусь»[4][7]
- Знак «Отличник здравоохранения Республики Беларусь»[6]
- Звание «Заслуженный работник образования Республики Беларусь» (2012)
- Почётные грамоты Министерства здравоохранения СССР, Министерства здравоохранения Украинской ССР, Министерства здравоохранения Республики Беларусь (2003, 2006)[2].